# Agnia pulchra
Agnia pulchra är en skalbaggsart som beskrevs av Aurivillius 1891. Agnia pulchra ingår i släktet Agnia och familjen långhorningar.
Artens utbredningsområde är Filippinerna. Inga underarter finns listade i Catalogue of Life.